# Distretto di Bustonliq
Il distretto di Bustonliq (usbeco Bo`stonliq) è uno dei 15 distretti della Regione di Tashkent, in Uzbekistan. Il capoluogo è Gazalkent.